# RoboCop versus The Terminator
RoboCop versus The Terminator est une mini-série de bande-dessinée en 4 tomes mélangeant l'univers de science-fiction RoboCop à celui de Terminator, écrit par Frank Miller et dessinée par Walter Simonson, publiée aux États-Unis par Dark Horse Comics en 1992. La mini-série a été réimprimée en un seul tome de 128 pages en juillet 2014.

## Synopsis
Venant du futur, une femme apparaît soudain dans un halo lumineux à Détroit. Sa mission est simple : elle doit se débarrasser de RoboCop, qui serait selon elle le premier « chaînon » qui amènera plus tard Skynet à créer les Terminators. Mais elle n'est pas la seule à venir du futur...

## Éditions
- 1992 : Mini-série RoboCop versus The Terminator (Dark Horse Comics) ;
- 2014 : Comic book RoboCop versus The Terminator (Dark Horse Comics).

### Ouvrages
: document utilisé comme source pour la rédaction de cet article.
- (en) Keith Booker, Comics through Time : A History of Icons, Idols, and Ideas, ABC-CLIO, 2014, 1921 p. (ISBN 978-0-313-39751-6, lire en ligne)
- (en) David Bell et Barbara M. Kennedy, The Cybercultures Reader, Psychology Press, 2000, 768 p. (ISBN 978-0-415-18379-6)